# Гнилицький Олександр Анатолійович
Олександр Анатолійович Гнилицький (17 липня 1961, Харків — 1 листопада 2009, Київ) — український художник. В українському мистецтві Гнилицький в кінці 1980-х став піонером інсталяції і відеоарту у 1990-х, яскравий представник   Нової хвилі. Разом із своєю дружиною, художницею Лесею Заяць, представляв Україну на Венеціанському бієннале в 2007 р.

## Біографія
Олександр Гнилицький народився в Харкові в 1961 р. В 1980 р. закінчив Харківське державне художнє училище, факультет театрально-декораційного живопису. В 1981—1987 рр. навчався в Українській державній академії мистецтва в Києві на відділі монументального живопису у студії Чеканюка та Стороженка. Він став одним з активних учасників Київського мистецького угруповання «Паризька комуна». У 1996 р. разом з Лесею Заяць заснував громадську організацію «Інституція нестабільних думок». Дочка Ксенія Гнилицька —художниця, член групи Р.Е.П.

Останні роки життя проживав в Мюнхені, де працював дизайнером продукції для телебачення та кіно, а також митцем-коцептуалістом для анімації. Помер 1 листопада 2009 р. в Києві від раку шкіри.

## Творчість
Протягом свого творчого шляху, окрім головної ідеї — живопису, автор звертався до найрізноманітніших видів, жанрів і технік. Гнилицький опинився в числі перших українських художників, які звернулися до відео. На початку 90-х він екранізував власну поему-акцію «Спляча красуня в скляній труні». В 2000-х роках художник віддає перевагу сюжетному живопису, постмодерново перекодовуючи міфологеми персонажів культових мультфільмів, телесеріалів, казок і легенд (Чебурашка і Крокодил Гена, Штірліц і Мюллер, Фантомас, Кощій, Русалка), увіковічує дрібні побутові предмети — склянки, унітази, тенісні м’ячі, платівки — збільшуючи їх на картинах та вириваючи з оточуючого світу.

## Виставки
- 1991 — «Сергей Ануфриев — Александр Гнилицкий». Галерея 1.0, Москва.
- 2005 — «Дача». Галерея «Цех», Київ.
- 2005 — «II Pause». RSVP Kulturverein, Мюнхен, Німеччина.
- 2005 — «b-painting». Галерея Л-Арт, Київ.
- 2005 — «Александр Гнилицкий. Живопись». Галерея Марата Гельмана, Москва.
- 2017 — «Олександр Гнилицький. Реальність ілюзії». Національний культурно-мистецький та музейний комплекс «Мистецький арсенал», Київ.